# Donjon (Comic)
Donjon ist eine seit 1998 erscheinende französische Comicserie von Lewis Trondheim, Joann Sfar, Christophe Blain, Manu Larcenet und anderen Künstlern, vielen davon mit Verbindung zum Independent-Verlag L’Association. Sie erscheint im Original dennoch im Großverlag Delcourt und ist aufgefächert in mehrere Haupt- und Nebenserien. Die deutsche Übersetzung erschien ab 1999 zuerst im Carlsen Verlag, aktuell wird sie bei Reprodukt herausgegeben. Donjon ist eine Parodie auf andere, ebenfalls oft über eine Vielzahl von Bänden gehende Werke des Fantasy-Genres.

## Inhalt und Konzept
Der Name des Comic leitet sich vom französischen Begriff des Hauptturmes einer mittelalterlichen Befestigungsanlage ab, ebenso wie vom morphologisch verwandten englischen Ausdruck Dungeon, der für das Verlies einer Burg steht. Joann Sfar konzeptionierte die Serie als Parodie auf Rollenspiele wie Dungeons & Dragons. Während bei diesem Spielprinzip „Heldengruppen“ in Kerker und Höhlen steigen, um Monster zu töten und von diesen bewachte Schätze sich anzueignen, wird diesem Unterfangen in Donjon ein kommerzielles Konzept entgegengestellt. Der Donjon ist, der französischen Bedeutung des Wortes entsprechend, eine monumentale Turmanlage. In diesem sind Monster rekrutiert, die eindringende Helden töten sollen, sowie anderes Personal zur Wartung von Fallen. Das Geschäft finanziert sich aus dem Verkauf der Waffen und anderer Ausrüstung jener Helden, die auf der Suche nach Gold und Abenteuer in die Festung eindringen.

### Die Serien
Die Albenserie Donjon besteht aus drei Haupt- und fünf (auf Deutsch nur vier) Nebenserien. Als Zeitlinie werden sogenannte „Level“ angegeben, die im Falle der Hauptreihen der Bandnummerierung entsprechen und nicht mit den Erfahrungsstufen aus Rollenspielen zu verwechseln sind. Im französischen Original reimen sich die Titel jeder Reihe.
Donjon Morgengrauen erzählt von der Jugend von Hyazinth de Cavallère, des späteren Geschäftsführers des Donjons. Die Zeitlinie erstreckt sich von Level −99 theoretisch bis 0, wobei der Übergang fließend ist und ein Nebenband auf Level −4 thematisch eher der Folgeepoche zuzuordnen ist.
Donjon Zenit beginnt in der Hauptserie mit Level 1 und handelt von der Blütezeit des Donjons. Hier werden Herbert und Marvin als eigentliche Hauptfiguren der Serie etabliert, während Hyazinth, nun „Wärter“ genannt, eine wichtige Nebenfigur ist.
Donjon Abendrot, formal mit Level 101 beginnend, erzählt eine apokalyptische Geschichte, in der Terra Amata, die Welt des Donjons, zerfällt. Das Leben besteht auf durch die Gravitation zusammen gehaltenen fliegenden Inseln fort und mit dem „roten Marvin“ gesellt sich hier eine neue und junge Hauptfigur zu den gealterten Helden.
Donjon Parade, Monster und Bonus sind die drei ursprünglichen Nebenserien. In Parade erleben Herbert und Marvin kürzere, in sich abgeschlossene, Abenteuer, die allesamt zwischen Level 1 und 2 liegen. Während diese Serie ursprünglich – bis Band 6 im Jahr 2021 – als einzige ausschließlich von einem Zeichner, Manu Larcenet, umgesetzt wurde, wechseln in Monster die Zeichner mit jedem Band ab. Diese Serie beleuchtet Nebenaspekte der Hauptserie oder ergänzt sie durch die Sichtweise anderer Figuren. Bonus hingegen beinhaltet bislang ein Sekundärwerk und einige Alben in schwarz-weißer Reproduktion und ist auf Deutsch nicht erschienen.
2020 starteten zwei neue Serien, Antipoden −, die 10.000 Level vor den anderen Bänden spielt, sowie Antipoden +, die 10.000 Level nach den anderen spielt.

### Zeichnerische Umsetzung
Die meisten Figuren sind als anthropomorphe Tiere gestaltet, Ausnahmen sind Fabelwesen wie Trolle und Vampire. Zudem besteht in der Malerei von Terra Amata die Stilrichtung, Personen als Menschen darzustellen, was den jungen Marvin in Der Sohn der Drachenfrau befremdet. Er findet Hyazinths Gattin in ihrer realen Gestalt als Vogel viel hübscher. Hyazinth schätzt hingegen diese Stilrichtung sehr, dies befindet nicht nur der Maler, man sieht es auch an einem Porträt von Hyazinths Geliebter, der Schlangenfrau Alexandra.
Während Sfar und Trondheim, was die Geschichten der Serie betrifft, allein verantwortlich zeichnen und sämtliche bislang erschienenen Alben zu zweit geschrieben haben, liegt die zeichnerische Umsetzung in den Händen vieler Künstler, die mit der Vorlage oft sehr individuell umgehen, sodass ihr Beitrag zu Donjon an ihr übriges Œuvre erinnert. Selbst der deutsche Comiczeichner Andreas, der in seinen übrigen Werken nie mit anthropomorphen Tieren arbeitet, bleibt leicht erkennbar, durch die von ihm typischerweise oft verwendeter extrem hochformatiger Panels, die sich mitunter säulenhaft über die Höhe einer ganzen Seite ziehen. Dennoch bleiben die handelnden Figuren immer leicht wiedererkennbar.

### Figuren
Herbert von Vaucanson / Der Große Khan (frz. Herbert de Vaucanson alias le Grand Khân)
Die Ente aus dem Land, in dem die Vögel frei sind und Herzog von Vaucanson (duc de Vaucanson), hat eine schwere, prägende Kindheit hinter sich. Den Umstand, dass Herbert während der Schulzeit im Affekt einen seiner Lehrer getötet hat und daraufhin gegen seinen Vater im Zweikampf antreten musste, verbirgt er vor seinen Freunden. Abgesehen von diesen unschönen Kindheitserlebnissen, die in Donjon noch nicht näher beleuchtet wurden, ist Herbert jedoch ein sorgloser, etwas naiver Taugenichts, der sich gerne um Arbeit drückt und immer mit allen Mitteln versucht, sich von Schwierigkeiten fernzuhalten. Das geht allerdings gründlich schief, als er in seiner Funktion des Botenjungen und Putzmannes im Donjon den Barbaren Ababakar Oktopuss, der mit seiner Sandale Königsgräber aufwühlt, zum Wärter des Donjons bringen soll. Oktopuss stirbt unterwegs durch die Hand des tumben Zongo – woraufhin Herbert nichts Besseres zu tun weiß, als sich selbst als Ababakar Oktopuss auszugeben.
Diese neue Rolle erfordert auch das Tragen des Schwertes von Oktopuss. Herbert weiß nicht, dass es sich bei dieser Waffe um das Schicksalsschwert handelt, das seinem Träger erst zu Diensten ist, wenn dieser drei große Taten mit bloßen Händen vollbracht hat. So lange kann vom Träger des Schwertes keine andere Waffe geführt werden. Als seine falsche Identität auffliegt, soll er sich als Krieger bewähren oder für den Donjon sterben.
Marvin, der stolze Drachist / Der Staubkönig (frz. Marvin alias le Roi-poussière)
Marvin ist ein Freund von Herbert. Marvin ist zu Beginn der Serie noch ein roter, fliegender Drachist mit Lendenschurz und einer Menge Schädelschmuck am Leib. Er verliert aber bereits im ersten Zenit-Album seine Flügel und als er sich von seinem Meister abwendet, legt er auch die Schädel ab und sich selbst eine Rüstung zu. Marvins beeindruckendste Angriffstechnik ist das Tong Deum, bei dem er eine feurige Brühe spuckt, die sich aus seinen Magensäften zusammensetzt und äußerst ätzend ist.
Marvin, der der Rasse der Drachisten, einer intelligenten, zweibeinig gehenden Untergruppe der Drachen angehört, ist einem strengen Ehrenkodex verpflichtet: Er darf niemanden töten, der ihn beleidigt. Marvin hasst deshalb die Leute aus der Stadt der Hasen und hat geschworen, die Stadt in zwanzig Jahren niederzubrennen. Außerdem ist er Vegetarier und glaubt an die Ehre eines Kriegers.
Seine Liebe gilt der dicken Sonja, einer diebischen Riesin, und nichts macht ihn nervöser als die Gegenwart von kleinen Kindern. Auch kann er sehr gut Plätzchen backen.
Der Wärter / Hyazinth de Cavallère (frz. Gardien du Donjon / Hyacinthe de Cavallère alias la Chemise de la nuit)
Der verschrobene, mürrische kleine Vogel raucht stets Pfeife, weswegen der Boden seines Arbeitsraumes in dichten Qualm gehüllt ist. Er leitet den Donjon und unterhält die dort lebenden Monster. Weil ihm nach dem Tod seiner Frau nichts geblieben ist, als das finstere Gemäuer, stellt er die Sicherheit des Donjon vor alles andere. Mit einem Profitstreben hortet er seine Schätze in einem Saal tief in den Mauern der Feste, in dem auch der riesige Donjon-Drache haust. Den Namen Hyazinth vermeidet der Wärter.
Das Verhalten des jungen Hyazinth unterscheidet sich grundlegend von seinem späteren Charakter: Er ist gütig, freigiebig, idealistisch, naiv, liebenswert und ständig den widrigen Umständen seiner Umwelt ausgeliefert. Als junger Mann verlässt er den Landsitz seines Vaters und kommt in die Stadt Antipolis, um dort zu studieren. Als Kommilitonen lernt er seine späteren engsten Vertrauten Alkibiades, den Gnomonisten, und Horus, den Totenbeschwörer, kennen. Hier verliebt er sich auch in die Meuchelmörderin Alexandra.
Als Hyazinth erkennt, dass die ganze Stadt korrupt und ungerecht ist, entschließt er sich, das Verbrechen zu bekämpfen und nimmt dazu eine zweite Identität an: „Das Hemd der Nacht“. Leider stehen Hyazinths Taten, die sein Onkel und sein Vorarbeiter Jean-Michel ihm auftragen, allzu oft im krassen Gegensatz zu dem, was Hyazinth als Hemd der Nacht für die Gerechtigkeit tut.
Von kleinen Kobolden bekommt Hyazinth aus Dankbarkeit dafür, dass er sie gerettet hat, die Pfeife des lieben Gottes geschenkt. Mit verschiedenen magischen Tabaksorten erhält er seitdem durch beständiges Rauchen erstaunliche Fähigkeiten: Er kann seine Mitmenschen nackt oder gar ohne Haut sehen, durch Wände gehen und vieles mehr.
Prinzessin Isis von Zephalonien (frz. Isis de Céphalonie, princesse barbare)
Um einen Schwund an Besuchern im Donjon zu kompensieren, erfindet Herbert kurzerhand die mysteriöse, im Verlies als Geisel gefangene Prinzessin Isis, die sich – zur großen Überraschung aller – als keineswegs erfunden und sehr lebendig erweist. Tatsächlich kennen sich Herbert und Isis flüchtig aus ihrer Kindheit, sollte doch der Erpel von Vaucanson die Prinzessin der katzengestaltigen Krosaken von Zephalonien einst heiraten, um den Konflikt zwischen beiden Völkern zu beenden. Unwillkürlich wählt er ihren Namen für einen vermeintlichen Hilferuf, woraufhin die Prinzessin ihre Chance sieht und in den Donjon flieht. Sie ist nicht bereit, die großen, geistlosen Muskelberge zu heiraten, die ihr Vater, der Anführer der Krosaken ihr zur Seite stellen will. Stattdessen sehnt sie sich nach einem schwächlichen, klugen, poetischen Gemahl, der auch in Gestalt von Herbert gefunden zu sein scheint. Ihr Vater sieht dies allerdings anders und verspricht Isis dem Wärter des Donjon. Widerwillig, um weitere Komplikationen zu vermeiden, stimmt dieser zu – nur um kurze Zeit später von Isis mit Herbert betrogen zu werden.
Nubbel (frz. Grogro)
Der beste Freund von Marvin und Herbert ist ein tollpatschiges, dickes, haariges Donjon-Monster. Nubbels liebstes Hobby ist Essen – und zwar alles, was sich nicht schnell genug in Sicherheit bringt oder ihm ausdrücklich vom Wächter verboten wurde. Er hat eine besondere Vorliebe für Hasen.
Horus (frz. Horus alias Horous, nécromant)
Horus ist ein Totenbeschwörer und beherrscht unterschiedlichste Techniken, seinen Mitmenschen Gedärme oder Extremitäten zu entfernen und diese wieder einzusetzen. Er kann auch untote Esel beschwören und leitet die Skelettfußballmanschaft im Donjon.
Alkibiades (frz. Alcibiade, magicien)
Der Gnomonist kann durch die Augen von Riesen oder durch Kristallkugeln wahrsagen und dient im Donjon als wissenschaftlicher Berater.
Roter Marvin (frz. Marvin Rouge)
Der rote Marvin stammt aus Lispelamm, der Stadt der Hasen. Dort gilt ein rotes Fell als böses Omen, seit sich der Drachist Marvin für seine Beleidigung durch die Hasen gerächt hat. Deshalb wird jeder Hase, der mit rotem Fell zur Welt kommt, Marvin getauft und verjagt. Marvin lebt als einsamer Krieger in der Wildnis, als er dem alten Drachisten Marvin begegnet, der zu diesem Zeitpunkt blind und flügellos ist. Er wird zu dessen ständigem Begleiter und nennt ihn Meister. Der Rote Marvin ist voller Energie und Tatendrang und strotzt vor Selbstbewusstsein, ist aber gleichzeitig aufgrund seiner Jugend ungestüm, frech und häufig auch tollpatschig. Er hat ständig wechselnde Beziehungen zu Mädchen, die er nur schwer in Einklang bringen kann.
Zongo
Das Wildschwein mit violettem Fell heißt eigentlich Tristan Chambon und ist der zurückgebliebene Sohn des Leiters des Leichenschauhauses der Nekromanten in Antipolis, Victor Chambon. Dieser will, dass sein Sohn Nekromantie studiert, doch Zongo findet bald in der Burg der Cavallères Unterschlupf. In „Zenit“ gehört er zu den stärksten Monstern des Donjon. Das einzige Wort, das er zu beherrschen scheint, ist „Zongo“, und seine einzige nennenswerte Fähigkeit besteht darin, Lebewesen und Gegenstände mit seiner Keule zu Klump zu hauen.
Professor Hippolyt
Der Zoologe Hippolyt ist ganz zu Beginn von „Morgendämmerung“ aus Antipolis in die Burg der Cavallères geflüchtet. In den dortigen, immer größer werdenden Verliesen hält er verschiedenste Monster zu Forschungszwecken. Er ist der Vater von Alkibiades.
Alexandra
Die schöne Schlangenfrau Alexandra ist eine skrupellose Meuchelmörderin, die für alle Mächtigen von Antipolis arbeitet. In „Morgendämmerung“ ist sie Anführern der Mördergilde und verliebt sich in Hyazinth de Cavallère. Blain gestaltete sie nach Vorbild von Filmdiven der 1960er Jahre wie Brigitte Bardot oder Jane Fonda.
Kadmiom
Kadmiom ist in „Morgendämmerung“ ein wichtiger Handlanger der Mördergilde. In „Zenit“ ist er der oberste Kerkermeister des Donjon.
Guillaume de la Cour
Der adelige Gockel de la Cour ist ein hinterhältiger Winkeladvokat und Erzfeind des Donjon. Er kann zwar weder kämpfen noch zaubern, aber beraubt seine Umwelt dafür durch dubiose Verträge, Erlasse und andere bürokratische Gemeinheiten. De la Cour verdankt seine Geschäftstüchtigkeit seiner berechnenden und geizigen Mutter.
Orlondow
Der drachistischer Schamane haust in einer Senke in einem steinernen Hügel, der nur durch ein Loch auf der Oberseite betreten werden kann. Er spricht zu weit entfernten Personen durch das Feuer und scheint einer der Wenigen zu sein, die in der chaotischen Lage der „Abenddämmerung“ noch den Durchblick haben.
Gilberto
Gilberto ist Orlondows rechte Hand. Er ist ein etwas schräger Vogel mit großem Wissen um magische Pflanzen und Substanzen, hat allerdings ein kleines Drogenproblem.
Görk
Görk ist ein Echsenwesen und treuer Ergebener des großen Khans. Zusammen mit seinem Bruder Krag bewacht er einen geheimen Eingang der schwarzen Festung.
Shivømihz
Shivømihz ist ein Cthulhu ähnelndes Tentakelwesen und dient dem großen Khan als General.
Er ist vor allem für die unterseeische Abteilung der Armee des Khans zuständig, handelt allerdings, obwohl er ihm treu ist, gelegentlich gegen seine Befehle.
Er lebt in der schwarzen Festung, wo er von der sogenannten Superquappe, einem mutierten Soldaten, bewacht wird, obgleich er selbst ein starker Kämpfer ist.

### Orte
Die Burg de Cavallère ist der Stammsitz des Adelsgeschlechts der Cavallères in Morgengrauen. Sie wurde durch die Arbeit zahlreicher Kobolde zum von zahlreichen Monstern bevölkerten Donjon erweitert, dessen höchste Türme man aus zehn Tagesreisen Entfernung sehen kann. In „Zenit“ ist das Geschäftsmodell des Donjon bereits voll ausgebildet: Neugierige Abenteurer werden von den Schätzen des Donjon angelockt, kommen in den Kämpfen mit den Monstern in den meisten Fällen um und vermehren mit ihren eigenen Habseligkeiten den Donjon-Schatz. Ab und zu lässt man einen Abenteurer mit ein paar Schätzen laufen, der damit Werbung für den Donjon macht. In „Abenddämmerung“ ist der Donjon zu einem Hort des Bösen geworden, der schwarzen Festung, in der die Gehenna regiert.
Antipolis ist eine unübersichtliche Metropole, nicht weit von der Burg der Cavallères entfernt. Sie hat eine große Universität und ist von einem breiten Wassergraben umgeben. Zahlreiche Personen verlangen für die Benutzung ihrer Brücken, Stege oder Fähren Geld. Die Regierung der Stadt ist korrupt und bestechlich. Durch ein riskantes Projekt zum Bau einer U-Bahn stürzt die gesamte Stadt in Morgengrauen ein.
Die von einer hohen Holzpalisade umgebene Stadt Schweinsfuhl ist ein Fluchtort für alle verfolgten Zauberer. Nur Magiebegabte dürfen die Stadt betreten. Alle Behausungen sind entweder unter grünen Hügeln gebaut oder sehen aus wie Kugeln aus Moos mit Fenstern und Türen. Haupttreffpunkt der Stadt ist eine unterirdische Kneipe, in der die Gäste zwischen großen Baumwurzeln sitzen.
Lispelamm, die Stadt der Hasen, ist überaus provinziell und kleinbürgerlich. Ihre Einwohner begegnen ausnahmslos jedem Auswärtigen mit einer geradezu selbstverständlichen Fremdenfeindlichkeit. Die Stadt ist allerdings für ihr köstliches Bier berühmt.
Vaucanson ist das Stammland der Vögel und Herberts Heimat. Der Name geht auf den französischen Erfinder Jacques de Vaucanson zurück, der im 18. Jahrhundert durch die Konstruktion mechanischer Automaten berühmt wurde, vor allem durch seine mechanische Ente.
In Köterburg, der Stadt der Hunde, leben alle Vögel wie Sklaven und in einem Ghetto. Sie dürfen weder Kleidung noch Waffen tragen, mit den Hunden sprechen oder sie ansehen. Einmal im Jahr werden zahlreiche Vögel von den Hunden getötet, mit Maronen gefüllt und verspeist.
Die große Pupulu ist die Festung der Olfen und ist von einer großen Mauer umgeben. Olfen sind kleine, kugelige Wesen, die sehr harmlos aussehen, tatsächlich aber gefährliche und streitlustige Krieger sind. In der großen Pupulu gibt es eine Botanothek, ein riesiges Archiv der Kräuter und Drogen.
Das Divinascopus ist weniger Stadt als ein riesiges Observatorium mit zahlreichen Teleskopen. Die Astrologen hier kennen den genauen Verlauf der Zukunft.

## Entwicklungsgeschichte
Sfar schlug Trondheim längere Zeit vor, ein Comicprojekt gemeinsam zu realisieren. Ursprünglich beschränkte sich die Serie auf Donjon Zenit. 1996 erschien der erste Teil: Les Insoumis (dt. Die Rebellen) der Comicserie Troll, deren ersten drei Teile Sfar zusammen mit dem Co-Szenaristen Jean-David Morvan sowie Zeichner Olivier Boiscommun entwickelte. 1998, im gleichen Jahr wie Das Herz einer Ente, folgte der zweite Le dragon du donjon (dt. Der Drachenhort, in einem Band mit Die Rebellen erschienen), der die gleiche Grundidee, Pen-&-Paper-Rollenspiele mit dem Mittel eines kommerzialisierten „Dungeons“ zu parodieren, ohne anthropomorphe Figuren umsetzte. Die Entwicklung von Donjon begann 1997, nachdem Trondheim L’Association verlassen hatte. Es ist demzufolge unklar, für welche der beiden Serien die Idee zuerst entwickelt wurde.
Donjon Abenddämmerung entstand, da Sfar Lust hatte, für die Serie zu zeichnen. Trondheim lehnte ab, da er mit anderen Arbeiten ausgelastet war, ließ sich durch den Entwurf der ersten drei Seiten dann aber doch überzeugen, sich daran zu beteiligen. Ohne es ernst zu nehmen, schlug Trondheim daraufhin vor, das Konzept durch eine Vorgeschichte zu erweitern. Donjon Morgengrauen war geboren und wurde zunächst von Blain zeichnerisch umgesetzt. Darauf schrieben Sfar und Trondheim 20 bis 30 kleinere Episoden, die sie als Trickfilmserie produzieren lassen wollten. Dieses Vorhaben scheiterte, doch wurden Geschichten daraus später für Donjon Parade adaptiert.

## Übersicht über die Alben
Die französischen Titel enden innerhalb einer Serie immer auf demselben Laut.
| Bd./Level    | Donjon Antipoden – (Donjon Antipodes −) 1                                    | Zeichner                       | Kolorist                                                     | Erscheinungsdatum 2  |
| ------------ | ---------------------------------------------------------------------------- | ------------------------------ | ------------------------------------------------------------ | -------------------- |
| −10000       | Die Armee des Schädels (L’Armée du crâne)                                    | Grégory Panaccione             | Walter                                                       | 2020 (01/2020)       |
| −9999        | Der größenwahnsinnige Inquisitor (L’Inquisiteur mégalomane)                  | Grégory Panaccione             | Walter                                                       | 2021 (03/2021)       |
| Bd./Level    | Donjon Morgengrauen (Donjon Potron-Minet) 1                                  | Zeichner                       | Kolorist                                                     | Erscheinungsdatum 2  |
| −99          | Das Hemd der Nacht (La chemise de la nuit)                                   | Christophe Blain               | Walter                                                       | 2001 (11/1999)       |
| −98          | Ein Rächer in Bedrängnis (Un justicier dans l‘ennui)                         | Christophe Blain               | Walter                                                       | 2002 (04/2001)       |
| −97          | Das Ende einer Jugend (Une jeunesse qui s‘enfuit)                            | Christophe Blain               | Walter                                                       | 2006 (05/2003)       |
| −84          | Nach dem Regen (Après la pluie)                                              | Christophe Blain               | Walter                                                       | 2007 (05/2006)       |
| −83          | Der letzte Ritter (Sans un bruit)                                            | Christophe Gaultier            | Walter                                                       | 2010 (09/2008)       |
| −82          | Überleben heute (Survivre aujourd’hui)                                       | Stéphane Oiry                  | Walter                                                       | 2022 (03/2022)       |
| Bd./Level    | Donjon Zenit (Donjon Zénith) 1                                               | Zeichner                       | Kolorist                                                     | Erscheinungsdatum 2  |
| 1            | Das Herz einer Ente (Cœur de canard)                                         | Lewis Trondheim                | Walter                                                       | 1999 (03/1998)       |
| 2            | Der König der Krieger (Le roi de la bagarre)                                 | Lewis Trondheim                | Walter                                                       | 2000 (10/1998)       |
| 3            | Die Prinzessin der Barbaren (La princesse des barbares)                      | Lewis Trondheim                | Walter                                                       | 2000 (02/2000)       |
| 4            | Missglückter Zauber (Sortilège et avatar)                                    | Lewis Trondheim                | Brigitte Findakly & Lewis Trondheim                          | 2002 (02/2002)       |
| 5            | Hochzeit mit Hindernissen (Un mariage à part)                                | Boulet                         | Boulet                                                       | 2007 (06/2006)       |
| 6            | Der verlorene Sohn (Retour en fanfare)                                       | Boulet                         | Boulet & Lucie Albion                                        | 2009 (11/2007)       |
| 7            | Jenseits der Mauern (Hors des remparts)                                      | Boulet                         | Boulet                                                       | 2020 (01/2020)       |
| 8            | Zu ihrem Gedenken (En sa mémoire)                                            | Boulet                         | Boulet                                                       | 2021 (11/2020)       |
| 9            | Tränen und Nebel (Larmes et brouillard)                                      | Boulet                         | Walter                                                       | 2023 (11/2022)       |
| 10           | Die Beschwörungsformel (Formule incantatoire)                                | Boulet                         | Walter                                                       | 2023 (04/2023)       |
| Bd./Level    | Donjon Abenddämmerung (Donjon Crépuscule) 1                                  | Zeichner                       | Kolorist                                                     | Erscheinungsdatum 2  |
| 101          | Der Drachenfriedhof (Le cimetière des dragons)                               | Joann Sfar                     | Walter                                                       | 2001 (04/1999)       |
| 102          | Der Vulkan von Vaucanson (Le volcan des Vaucanson)                           | Joann Sfar                     | Walter                                                       | 2002 (03/2001)       |
| 103          | Armaggedon                                                                   | Joann Sfar                     | Walter                                                       | 2007 (04/2002)       |
| 104          | Das fliegende Meer (Le dojo du lagon)                                        | Kerascoët                      | Walter                                                       | 2010 (06/2005)       |
| 105          | Die neuen Zenturionen (Les nouveaux centurions)                              | Kerascoët                      | Walter                                                       | 2011 (10/2006)       |
| 106          | Bärendienste (Révolutions)                                                   | Obion                          | Walter                                                       | 2011 (06/2009)       |
| 110          | Hoher Septentrion (Haut Septentrion)                                         | Alfred                         | Walter                                                       | 2014 (03/2014)       |
| 111          | Das Ende des Donjon (La Fin du Donjon)                                       | Mazan                          | Walter                                                       | 2015 (04/2015)       |
| 112          | Dämonentöter (Pourfendeurs de démons)                                        | Obion                          | Walter                                                       | 2021 (06/2021)       |
| 113          | Machtübergabe (Passation)                                                    | Obion                          | Walter                                                       | 2025 (09/2024)       |
| Bd./Level    | Donjon Antipoden + (Donjon Antipodes +) 1                                    | Zeichner                       | Kolorist                                                     | Erscheinungsdatum 2  |
| 10000        | Rubeus Khan (Rubéus Khan)                                                    | Vince                          | Walter                                                       | 2021 (10/2020)       |
| 10001        | Die Truhe der Seelen (Le Trésor des shamans)                                 | Vince                          | Walter                                                       | 2022 (01/2022)       |
| 10002        | Programmänderung (Changement de programme)                                   | Vince                          | Walter                                                       | 2024 (10/2023)       |
| 10003        | Flambierte Ente (Retour de flammes)                                          | Vince                          | Walter                                                       | 2025 (10/2024)       |
| Bd./Level    | Donjon Parade 1                                                              | Zeichner                       | Kolorist                                                     | Erscheinungsdatum 2  |
| 1/1-2        | Noch ein Verlies (Carlsen) / Noch ein Donjon (Reprodukt) (Un donjon de trop) | Manu Larcenet                  | Walter                                                       | 2004, 2010 (09/2000) |
| 2/1-2        | Der Weise aus dem Ghetto (Le sage du ghetto)                                 | Manu Larcenet                  | Walter                                                       | 2004 (09/2001)       |
| 3/1-2        | Der Tag der Frösche (Le jour des crapauds)                                   | Manu Larcenet                  | Walter                                                       | 2005 (04/2002)       |
| 4/1-2        | Gören, Grünzeug und Geziefer (Des fleurs et des marmots)                     | Manu Larcenet                  | Walter                                                       | 2005 (11/2004)       |
| 5/1-2        | Nubbeltechnik (Technique Grogro)                                             | Manu Larcenet                  | Walter                                                       | 2008 (06/2007)       |
| 6/1-2        | Kindergärtner (Garderie pour petiots)                                        | Alexis Nesme                   | Walter                                                       | 2021 (01/2021)       |
| 7/1-2        | Der Saft der Kraft (Le Sirop des costauds)                                   | Tébo                           | Tébo                                                         | 2025 (01/2025)       |
| 8/1-2        | Der Palast der Steuern 5 (L’Hostellerie des impôts)                          | Erwann Surcouf                 | Erwann Surcouf                                               | – (01/2025)          |
| 9/1-2        | – 5 (Nécromancien pour de faux)                                              | Delaf                          | Walter                                                       | – (04/2025)          |
| 10/1-2       | – 5 (Micro-héros)                                                            | Willy Ohm                      | Walter                                                       | – (04/2025)          |
| 11/1-2       | – 5 (Éternel repos)                                                          | Thibaut Soulcié                | Walter                                                       | – (06/2025)          |
| 12/1-2       | – 5 (Chaos crescendo)                                                        | Mathieu Burniat                | Walter                                                       | – (06/2025)          |
| Bd. 3/Level  | Donjon Monster (Donjon Monsters) 1                                           | Zeichner                       | Kolorist                                                     | Erscheinungsdatum 2  |
| 1/−4         | Hans-Hans, der Schreckliche (Jean-Jean la terreur)                           | Mazan                          | Walter                                                       | 2006 (05/2001)       |
| 2 (12)/3-4   | Das Auge des Riesen (Le géant qui pleure)                                    | Jean-Christophe Menu           | Walter                                                       | 2012 (10/2001)       |
| 3/103        | Die Hauptkarte (La carte majeure)                                            | Andreas                        | Walter                                                       | 2007 (12/2002)       |
| 4 (6)/103    | Der schwarze Fürst (Le noir seigneur)                                        | Blanquet                       | Blanquet                                                     | 2008 (06/2003)       |
| 5 (8)/−97    | Der große Herzensbrecher (La nuit du tombeur)                                | Jean-Emmanuel Vermot-Desroches | Walter                                                       | 2010 (02/2003)       |
| 6 (4)/40     | Geheimsache Gerstensaft (Du ramdam chez les brasseurs)                       | Yoann                          | Yoann                                                        | 2008 (04/2003)       |
| 7/−90        | Der Sohn der Drachenfrau (Mon fils le tueur)                                 | Blutch                         | Walter                                                       | 2009 (09/2003)       |
| 8 (11)/−85   | Die schöne Mörderin (Crève-cœur)                                             | Carlos Nine                    | Carlos Nine                                                  | 2010 (01/2004)       |
| 9 (2)/75     | Die Armeen der Tiefe (Les profondeurs)                                       | Patrice Killoffer              | Walter & Patrice Killoffer                                   | 2006 (08/2004)       |
| 10 (5)/95    | Die Ehre der Soldaten (Des soldats d‘honneur)                                | Bézian                         | Walter                                                       | 2008 (01/2006)       |
| 11 (10)/−400 | Der Herr der Automaten (Le grand animateur)                                  | Stanislas                      | Dominique Thomas 4                                           | 2010 (09/2007)       |
| 12 (9)/7     | Das Buch des Erfinders (Le grimoire de l‘inventeur)                          | Nicolas Kéramidas              | Walter                                                       | 2010 (01/2008)       |
| 13/79        | Wach auf und stirb (Réveille-toi et meurs)                                   | David B.                       | Walter                                                       | 2021 (11/2020)       |
| 14/7         | Vorzügliches Bier (La Bière supérieure)                                      | Bastien Quignon                | Bastien Quignon                                              | 2022 (10/2021)       |
| 15/−24       | SchmiSchmaSchmetterlingler (Les Poupoutpapillonneurs)                        | Juanungo                       | Juanungo                                                     | 2022 (05/2022)       |
| 16/−79 bis 9 | Irgendwo anders (Quelque part ailleurs)                                      | Guy Delisle                    | Walter                                                       | 2022 (10/2022)       |
| 17/114       | Ein trügerisches Vermächtnis (Un héritage trompeur)                          | Bertrand Gatignol              | Walter und Bertrand Gatignol                                 | 2023 (04/2023)       |
| 18/115       | Blütenhochzeit (Noces de fleurs)                                             | Aude Picault                   | Walter                                                       | 2024 (03/2024)       |
| Bd./Level    | Donjon Bonus 5                                                               | Zeichner                       | Kolorist                                                     | Erscheinungsdatum 2  |
| 1/?          | Clefs en main                                                                | Joann Sfar & Lewis Trondheim   | — (schwarzweiß)                                              | (10/2001)            |
| 2/−90        | Mon fils le tueur                                                            | Blutch                         | — (schwarzweiß)                                              | (07/2004)            |
| 3/95         | Des soldats d‘honneur                                                        | Bézian                         | — (schwarzweiß)                                              | (05/2006)            |
| 4/1,5        | Fortissimo                                                                   | Manu Larcenet                  | — (kleinformatiger Sammelband der vier ersten Donjon Parade) | (09/2006)            |
| 5/−84        | Après la pluie                                                               | Christophe Blain               | — (schwarzweiß)                                              | (12/2006)            |

## Rezeption
Andreas Platthaus lobt Donjon als „irrwitzigste Comicserie der Welt“. Für ihn vereint die Serie „japanischen Umfangswahnsinn mit französischer Erzählhybris“. Trondheim und Sfar sind für ihn als Zeichner wie Szenaristen „gleichermaßen perfekt“ und sie können zudem auf eine Riege herausragender Zeichner und mit Walter auf einen „fantastischen Koloristen“ zurückgreifen. Für Marc Degens vermengt der Zyklus „in oft parodistischer Weise Elemente von Computerspielen, der Fantasy-Literatur, der Manga- und Superheldencomics. Das Ergebnis ist ein an Humor, Irrwitz, Abwechslung und Einfallsreichtum beispielloses Comicvergnügen.“
Kritischer wird insbesondere Donjon Monsters von Stefan Pannor aufgenommen, laut ihm „freilich immer ein wenig Hit and Miss“. Insbesondere Hans-Hans der Schreckliche und Die Armeen der Tiefe können ihn nur was die Zeichnungen betrifft überzeugen, die Geschichten bleiben belanglos und vorhersehbar. Der Schwarze Fürst und besonders Der Sohn der Drachenfrau sind aber auch in Pannors Augen „ganz exorbitable Unterhaltungscomics“. „[...D]ie gesamte Donjon-Saga ist letztlich auf den Kontrast zwischen ins absurde überhöhter Gewalt und poetischer Komik angelegt.“
Während Platthaus 2003 Trondheim und Sfar die Vollendung der 300 Alben der Hauptserie im Übrigen noch zutraute, erkannte Pannor 2007 dies doch als selbstironisches Mittel der Satire auf den „Größenwahn der Fantasy“ an.

## Hörspiel
Die Level 1–5 wurden 2017 vom SRF als Hörspiele produziert, u. a. mit Hans-Georg Panczak als Herbert, Jörg Döring als Marvin und Jodoc Seidel als „Wärter“. Hörspielbearbeitung und Regie: Wolfram Höll und Johannes Mayr.